# Peace Sells... but Who's Buying?
Peace Sells... but Who's Buying? é o segundo álbum de estúdio da banda norte-americana de thrash metal Megadeth, lançado em 19 de Setembro de 1986.
O projecto foi inicialmente comandado pela Combat Records, resultando numa primeira mistura feita pelo co-produtor Randy Burns. Mais tarde a Capitol Records comprou os direitos do álbum e um outro produtor, e Paul Lani foi contratado para ser ele a misturá-lo. É o último álbum de Megadeth que conta com Gar Samuelson na bateria, e o último até The System Has Failed (2004) com Chris Poland na guitarra, ambos despedidos por Dave Mustaine pouco depois de terem concluído a digressão para promover o álbum. Tanto o título como o desenho mostrado na capa do álbum dão uma ideia irónica sobre a Guerra Fria, implicando que a paz, representada pelo edifício da Assembleia Geral das Nações Unidas, está para venda. As faixas “Peace Sells” e “Wake Up Dead” foram editadas como singles.
Peace Sells... but Who's Buying? é altamente considerado um clássico e um marco do movimento thrash metal, que juntamente com outros álbuns lançados no mesmo período, foi crucial em dar proeminência ao extreme metal. Aparece normalmente em muitas publicações de listas dos melhores álbuns de sempre, incluindo os livros 1001 Álbuns Que Tem de Ouvir Antes de Morrer de Robert Dimery e Os 500 Melhores Álbuns de Sempre de Heavy Metal de Martin Popoff. Chegou à posição #76 nas tabelas norte-americanas da revista Billboard e foi certificado como disco de platina nos Estados Unidos em 1992. Figura em 8° na lista dos 100 melhores álbuns de metal de todos os tempos da Billboard.
O álbum tem sido reeditado ao longo dos anos. Em 2004, foi de novo remisturado e melhorado por Dave Mustaine, o líder da banda, que acrescentou várias e extensivas notas, que detalham como foi a sua produção. Em 2011, foram editadas todas as três versões como parte das celebrações do seu 25º aniversário. Todos eles, com a excepção das misturas de 2004, têm nova remasterização.

## Inicio e gravações
Numa entrevista à revista Metal Forces em Dezembro de 1985, Dave Mustaine revelou que a banda já estava a escrever material novo para o seu segundo álbum. Afirmou que duas canções ("Black Friday" e "Bad Omen") estavam já acabadas e descreveu-as como um "um borrão total", e muito mais rápidas que "Rattlehead".
Sobre as letras do álbum, o vocalista Mustaine e o baixista David Ellefson, disseram que queriam mudar a percepção do público sobre o heavy metal, ao escreverem canções que têm letras socialmente conscientes. Mustaine mais referiu que a banda não era imune à situação politica da altura e que algumas das canções do álbum reflectem as suas próprias crenças politicas. O critico profissional de rock, Steve Huey, notou que o álbum combina uma "consciência politica punk, com uma visão negra e ameaçadora do mundo, típica do heavy metal, preocupada com o mal, o oculto e seus afins."
Durante os primeiros meses de 1986, Megadeth começou uma pequena digressão na costa oeste dos Estados Unidos. Nos espéctaculos, que eram praticamente uma continuação da digressão ‘Killing for a Living’, a banda tocou algumas canções do próximo álbum. Depois de concluída a digressão, a banda começou a gravar o álbum no estúdio Music Grinder na Melrose Avenue em Hollywood. Dave Mustaine inspirou-se para o titulo a partir de um artigo da Reader's Digest, que se chamava "Peace Would Sell But No One Would Buy It". A sua gravadora, a Combat Records, deu-lhes um orçamento de $25,000, permitindo-lhes contratar o produtor Randy Burns. Peace Sells... but Who's Buying? foi gravado em vários estúdios na zona de Los Angeles desde Outubro de 1985 até Março de 1986. As gravações do álbum foram muito complicadas para Megadeth; tanto o guitarrista Chris Poland como o baterista Gar Samuelson, passavam horas sem aparecer em estúdio devido ao seu enorme vicio por heroína, além disso, Mustaine e Ellefson não tinham casa na altura. A banda não ficou contente com o resultado depois de acabar as gravações com a editora Combat Records, e eventualmente foram interpelados por Tim Carr da Capitol Records. Depois de assinarem o novo contrato, a nova editora contratou o produtor Paul Lani para voltar a remisturar os originais feitos por Randy Burns, o anterior produtor.

## Lançamento e promoção
Peace Sells... but Who's Buying? foi lançado em Setembro de 1986. A capa do álbum foi desenhada por Ed Repka, que viria a fazer várias outras peças de arte para a banda ao longo dos anos. A capa do álbum tem uma ideia irónica sobre a Guerra Fria. Em frente de um céu laranja e vermelho, é mostrado o edifício da Assembleia Geral das Nações Unidas, logo após um ataque nuclear. Em primeiro plano está a mascote da banda, Vic Rattlehead, vestido como um agente imobiliário, encostado a um sinal onde se lê "For Sale" (Para Venda) (em algumas edições aparece também a frase "Vic Realtors"), dando a entender que a Organização das Nações Unidas está para venda. Tanto a capa como o titulo sugerem que embora a paz seja um tema popular, tornou-se um objecto para comércio. A faixa titulo foi editada como single, para a qual a banda filmou o seu primeiro video. Em 1987, foi feito um outro video para o segundo single, "Wake Up Dead", que mostra a banda a tocar numa gaiola de ferro.
Pouco depois do lançamento do álbum, Megadeth começou uma digressão como suporte para a banda Motörhead. A digressão decorreu na Califórnia e em zonas do sudoeste dos Estados Unidos. No entanto, devido a desentendimentos entre os empresários das duas bandas, Megadeth foram retirados dos últimos três concertos. Após a curta passagem com Motörhead, Megadeth foram acrescentados com banda de suporte para a digressão ‘Constrictor’ de Alice Cooper, no inicio de 1987. No final de 1987, depois de concluirem da digressão para a promoção do álbum, Mustaine despediu Poland e Samuelson devido aos seus problemas com abusos de substâncias.

## Canções

### Faixas 1–4
"Wake Up Dead" tem letras que descrevem um homem que engana a sua mulher ou namorada e que tenta entrar em casa sem ser visto, porque se a mulher conhece a sua relação extra-conjugal, ela irá matá-lo. Dave Mustaine disse que "Wake up Dead" foi escrito sobre ele a enganar uma mulher com quem vivia. Mustaine apenas ficava com ela na altura porque não tinha casa e precisava de um sitio para viver. Infelizmente ele estava apaixonado por outra, e aquela com quem ele vivia poderia ficar zangada se descobrisse que ele tinha outra. Eventualmente acabou por deixá-la por pensar que ela podia ter intenções de o matar."
De acordo com Bob Larson, "The Conjuring" aparentemente simula uma cerimonia satânica. Também faz referencias ao advogado do diabo e aos seus intermediários. Mustaine disse que a canção é sobre magia negra com instruções sobre como fazer hexes. No entanto, devido à sua conversão ao Cristianismo, a canção nunca mais foi tocada ao vivo.
"Peace Sells" reflecte as crenças politicas e sociais de Mustaine. Ellefson afirmou que durante a digressão antes de gravarem o álbum, a banda "percebia que a canção "Peace Sells" iria ser um êxito". O video da canção tornou-se presença constante na MTV e a seção inicial muito distinta do baixo foi usada como introdução para o programa MTV News. No entanto, Mustaine disse que não receberam direitos de autor porque a canção estava cortada um segundo antes da MTV ter de pagar pelo seu uso.
"Devils Island" expressa os pensamentos de um prisioneiro antes de ser executado na notória ex-colónia prisional francesa na Ilha do Diabo (Île du Diable). Na canção, a vida do prisioneiro é poupada por Deus mesmo antes deste ser morto, mas no entanto é condenado a passar o resto da sua vida na Ilha do Diabo.

### Faixas 5–8
"Good Mourning/Black Friday" é uma canção de duas metades, que começa com uma parte instrumental: "Good Mourning". Sobre as letras, Mustaine descreveu "Black Friday" como algo sobre "um homicida que começa uma matança". Com o uso excessivo de linguagem gore, a canção conta as crónicas dos actos de um assassino em série. Foi inspirada em Dijon Carruthers, que foi por algum tempo o baterista da banda antes de Gar Samuelson. De acordo com Mustaine, Carruthers dava-se com pessoas que praticavam ocultismo, que o inspiraram a escrever canções sobre temas espirituais.
"Bad Omen" explora o tema do oculto. Dave Mustaine descreveu "Bad Omen" como "dois alegras campistas que caíram sem querer numa orgia satânica no meio da floresta" e que depois "viram aqueles idiotas à espera da bênção de Satanás". Depois de ser questionado sobre se a banda acreditava nos temas sobre o qual escrevia, Mustaine respondeu: "Temos conhecimento dos temas sobre o qual escrevemos — bruxaria, sacrifícios satânicos e afins — mas não queira dizer que os perdoamos."
"I Ain't Superstitious" foi escrita por Willie Dixon e gravado originalmente por Howlin' Wolf em 1961. A versão de Megadeth é muito diferente da original.
"My Last Words" é sobre um jogo de roleta russa e o medo que provoca jogá-lo. David Ellefson revelou que a canção foi escrita antes de Megadeth ter editado Killing Is My Business... and Business Is Good!, o álbum de estreia. Apesar de ser uma das faixas menos conhecidas do disco, o jornalista musical Martin Popoff disse que a canção era um bom exemplo de uma banda de "thrashers rápidos", e uma evidência do porquê do Megadeth ter sido apelidado de "progenitores de velocidade destemidos". A Kerrang! refere que só "My Last Words" já vale o preço de admissão para Peace Sells...But Who's Buying?.

## Recepção

### Criticas profissionais
| Críticas profissionais        | Críticas profissionais |
| Avaliações da crítica         | Avaliações da crítica  |
| Fonte                         | Avaliação              |
| ----------------------------- | ---------------------- |
| Encyclopedia of Popular Music | [ 16 ]                 |
| Kerrang!                      | [ 34 ]                 |
| The Rolling Stone Album Guide | [ 35 ]                 |
| Martin C. Strong              | 8/10                   |

Peace Sells... but Who's Buying? foi bem recebido pelos críticos de música contemporânea. Fred Goodman da revista Billboard, fez realçar que o álbum "é um conjunto de impressionantes faixas" e que não deve ser recomendado aos "de coração fraco". Colin Larkin, ao escrever para a Encyclopedia of Popular Music, vê o álbum como uma enorme melhoria em relação ao antecessor, tanto no aspecto técnico como musical. A Kerrang! considera Peace Sells... but Who's Buying? como o álbum que viu o início do som distintivo de Megadeth.
Ao escrever na The Rolling Stone Album Guide, o autor Nathan Brackett disse que Megadeth estavam a representar "o lado negro e mau do thrash americano" através da década de 1980. No entanto, considera que o álbum é muito idêntico ao resto da discografia da banda durante este período.

### Legado
| Críticas profissionais | Críticas profissionais |
| Pontuações agregadas   | Pontuações agregadas   |
| Fonte                  | Avaliação              |
| ---------------------- | ---------------------- |
| Metacritic             | 83/100                 |
| Avaliações da crítica  |                        |
| Fonte                  | Avaliação              |
| About.com              | [ 8 ]                  |
| Allmusic               | [ 1 ]                  |
| Kerrang!               | [ 33 ]                 |
| Pitchfork Media        | 8.7/10                 |
| PopMatters             | 6/10                   |
| Q                      | [ 42 ]                 |
| Record Collector       | [ 43 ]                 |
| Spin                   | 8/10                   |
| Sputnikmusic           | 4.5/5                  |

Em retrospectiva, Peace Sells... but Who's Buying? tem sido considerado como um marco do movimento thrash metal. Juntamente com Master of Puppets de Metallica e Reign in Blood de Slayer, ambos também editados em 1986, Peace Sells... but Who's Buying? é visto como crucial em dar proeminência ao extreme metal. Steve Huey do Allmusic reconhece que o álbum é um feito notável na história da banda, chamando-o de "clássico do thrash inicial" assim como "vital e essencial". Similarmente, Chad Bowar do About.com disse que Peace Sells... capta Megadeth no seu melhor, e recomenda-o como "obrigatório" para os fãs deste género. Mike Stagno do Sputnikmusic diz que é "uma obra prima genuína do thrash metal" e que foi a principal razão para Megadeth se tornar uma das principais bandas da cena thrash. Joel McIver, escreveu no Record Collector, que o ponto forte do álbum é a sua fluidez, com todas as canções a moverem-se numa corrente contínua e estável. De acordo com McIver foi "a rampa de lançamento" para os críticos que na altura estavam muito cépticos e hostis para este tipo de música.
Jess Harvell do Pitchfork Media refere que graças a este álbum, Megadeth desenvolveu um enorme culto de seguidores. Harvell vê o disco como uma resistência contra o glam metal daquele período, porque bandas como Megadeth, eram mais apelativas aos "miúdos rebeldes". Adrien Begrand do Popmatters elogia o álbum por dar uma forte impressão tanto musicalmente como visualmente, apesar de reconhecer que não é o disco tecnicamente mais proficiente da banda. Também explica que este álbum ainda permanece como favorito entre os fãs, porque tem uma combinação única do "extremo com o acessível". Mike Powell da revista Spin diz que Peace Sells... é um exemplo de "hardcore polido" com letras satânicas. Jeff Treppel da revista Decibel diz que o álbum tem um som distinto, que separa Megadeth dos seus contemporâneos: "Peace Sells foi um predador mais esguio e sujo - o Velociraptor para o seu adversário Tyrannosaurus rex. Megadeth prefere matar com velocidade e precisão do que com poder e tamanho." De acordo com ele, Peace Sells... but Who's Buying? foi a primeira real cristalização de fusão jazz, punk rock e New Wave of British Heavy Metal (NWBHM), influenciando incontáveis bandas de heavy metal que se lhe seguiram, desde Arch Enemy a Dragonforce.
Para além da aclamação critica que recebeu, Peace Sells... but Who's Buying? recebeu diversas honras e louvores desde que foi editado. Está presente no livro de Robert Dimery, 1001 Álbuns Que Tem de Ouvir Antes de Morrer, bem como na edição de Martin Popoff dos Os Melhores 500 Álbuns de Heavy Metal De Sempre. O About.com coloca-o em terceiro na sua lista dos "Álbuns Essenciais de Thrash Metal", comentando que mesmo depois de mais de duas décadas desde o seu lançamento, Peace Sells... but Who's Buying? continua a ter o estatuto de clássico indiscutível. Em 2017, foi eleito o 8º melhor álbum de metal de todos os tempos pela revista Rolling Stone.
A faixa "Peace Sells" atingiu o 11º lugar na lista "As 40 Melhores Canções de Metal" do canal de televisão VH1.

## Reedições
Em 2003, a Capitol Records reeditou o álbum em DVD-Audio, com a lista de faixas original, em resolução 96k/24-bit, tanto para mistura de som surround como a de estéreo, e os vídeos musicais "Wake Up Dead" e "Peace Sells". A 12 de Julho de 2011, a banda reeditou o álbum: uma edição de 2-Discos e uma outra especial de uma caixa com 5-Discos + 3-LP, para comemorar o 25º aniversário do álbum. A reedição inclui notas escritas por Mustaine e Lars Ulrich, baterista de Metallica. A reedição do 25º aniversário vendeu cerca de 2000 unidades durante a primeira semana de vendas.
A edição de caixa do 25º aniversário contém cinco discos. Discos 1–3 tem todos o álbum original; o disco 1 tem a mistura original (versão melhorada de 2011), disco 2 tem o remistura de 2004 e o disco 3 tem as misturas feitas por Randy Burns (alguns exemplos apareceram como faixas bónus no lançamento de 2004). O disco 4 contém um concerto gravado em 1987, também disponível na edição de 2-discos. O disco 5 tem o álbum original (de novo, versão melhorada de 2011), e o concerto de 1987 com audio de alta resolução. A edição de 2-discos do 25º aniversário tem o álbum original no disco 1 e o concerto já referido no disco 2.

## Lista de faixas
Todas as canções escritas por Dave Mustaine, exceto onde anotado. 
| N.º            | Título                                          | Música         | Duração |  |
| 1.             | "Wake Up Dead"                                  |                | 3:37    |  |
| 2.             | "The Conjuring"                                 |                | 5:02    |  |
| 3.             | "Peace Sells"                                   |                | 4:02    |  |
| 4.             | "Devil's Island"                                |                | 5:05    |  |
| 5.             | "Good Mourning/Black Friday"                    |                | 6:40    |  |
| 6.             | "Bad Omen"                                      |                | 4:03    |  |
| 7.             | "I Ain't Superstitious" (Cover de Willie Dixon) |                | 2:45    |  |
| 8.             | "My Last Words"                                 |                | 4:55    |  |
| Duração total: | Duração total:                                  | Duração total: | 36:12   |  |

| Faixas Bónus do remaster de 2004 |                                                |         |  |
| N.º                              | Título                                         | Duração |  |
| 9.                               | "Wake Up Dead" (Randy Burns mix)               | 3:40    |  |
| 10.                              | "The Conjuring" (Randy Burns mix)              | 5:02    |  |
| 11.                              | "Peace Sells" (Randy Burns mix)                | 4:00    |  |
| 12.                              | "Good Mourning/Black Friday" (Randy Burns mix) | 6:40    |  |

| 25º Aniversário / Reedição de 2-CD: Disco dois |                                                  |         |  |
| N.º                                            | Título                                           | Duração |  |
| 1.                                             | "Intro"                                          | 1:48    |  |
| 2.                                             | "Wake Up Dead"                                   | 3:38    |  |
| 3.                                             | "The Conjuring"                                  | 5:21    |  |
| 4.                                             | "Bad Omen"                                       | 3:49    |  |
| 5.                                             | "Rattlehead"                                     | 4:11    |  |
| 6.                                             | "Killing Is My Business... And Business Is Good" | 3:14    |  |
| 7.                                             | "Looking Down the Cross"                         | 4:29    |  |
| 8.                                             | "My Last Words"                                  | 4:42    |  |
| 9.                                             | "Peace Sells"                                    | 4:27    |  |
| 10.                                            | "These Boots Were Made for Walkin'"              | 4:07    |  |
| 11.                                            | "Devil's Island"                                 | 5:18    |  |
| 12.                                            | "Last Rites/Loved to Deth"                       | 5:19    |  |
| 13.                                            | "Mechanix"                                       | 4:32    |  |
| Duração total:                                 | Duração total:                                   | 54:55   |  |

## Créditos
Os créditos são adaptados das notas contidas no álbum.
| Megadeth - Dave Mustaine – vocal, guitarra - Chris Poland – guitarra - David Ellefson – baixo, vocal de apoio - Gar Samuelson – bateria | Produçao - Dave Mustaine – produção, conceito da capa - Randy Burns – produção, engenharia - Casey McMackin – engenharia - Paul Lani – mistura - Stan Katayama – mistura - Edward J. Repka – design do álbum, ilustração da capa - Andy Somers – conceito da capa | Edição de 2004 (remistura e remaster) - Dave Mustaine – produção, mistura - Ralph Patlan – engenharia, mistura - Lance Dean – engenharia, edição digital do audio - Scott "Sarge" Harrison – edição - Tom Baker – mastering |

## Tabelas e certificações
| Tabela (1986)         | Posição máxima |
| --------------------- | -------------- |
| Japanese Albums Chart | 182            |
| US Billboard 200      | 76             |

| Região                | Certificação | Vendas/remessas |
| --------------------- | ------------ | --------------- |
| Canadá (Music Canada) | Platina      | 100,000         |
| Reino Unido (BPI)     | Prata        | 60,000          |
| Estados Unidos (RIAA) | Platina      | 1,000,000       |

## Honras
Excepto quando está citado, todas as honras e reconhecimentos aqui listados atribuídos a Peace Sells... but Who's Buying? foram adaptadas a partir de Acclaimed Music.
| Publicação                  | Pais           | Honra                                                    | Ano  | Posição |
| --------------------------- | -------------- | -------------------------------------------------------- | ---- | ------- |
| Exposure                    | Canadá         | 50 Greatest Albums not to make the Greatest Albums lists | 2005 | 30      |
| Martin Popoff               | Canadá         | Top 500 Heavy Metal Albums of all Time                   | 2004 | 31      |
| About.com                   | Estados Unidos | Best Thrash Metal Albums                                 | 2012 | 3       |
| About.com                   | Estados Unidos | Best Heavy Metal Albums Of 1986                          | 2012 | 3       |
| Robert Dimery               | Estados Unidos | 1001 Albums You Must Hear Before You Die                 | 2006 | *       |
| Classic Rock & Metal Hammer | Reino Unido    | The 200 Greatest Albums of the 80s                       | 2006 | *       |
| Classic Rock                | Reino Unido    | The 100 Greatest Rock Albums of All Time                 | 2001 | 86      |
| Kerrang!                    | Reino Unido    | Albums of the Year                                       | 1986 | 6       |
| Kerrang!                    | Reino Unido    | The 100 Greatest Rock Albums                             | 2006 | 67      |
| Terrorizer                  | Reino Unido    | The 100 Most Important Albums of the 80s                 | 2000 | *       |
| Rock Hard                   | Alemanha       | Top 300 Albums                                           | 2001 | 22      |
| Revolver                    | Estados Unidos | 14 Thrash Albums You Need to Own                         | 2014 | *       |